# Rozetkussentjeszwam
De rozetkussentjeszwam (Hypocreopsis lichenoides) is een schimmel behorend tot de familie Hypocreaceae. Hij leeft saprotroof op nog vastzittende dode takken of schuine stammetjes van wilg (Salix) en berk (Betula) in vochtig struweel.

## Kenmerken

### Uiterlijke kenmerken
De platte stromata zijn 16-36(-110) mm breed, 2-4 mm dik en hebben aan de rand radiale ribbels of losse lobben, waardoor ze doen denken aan een knoestige hand. Hun kleur verandert van geelbruin (conidia-vorm) naar roodbruin (hoofdvruchtvorm) en lijkt bezaaid met de perithecia wanneer ze rijp zijn in de lente. De vruchtlichamen groeien meestal individueel, zelden in groepen.

### Microscopische kenmerken
De smalle cilindrische asci zijn 8-sporig. De ascosporen zijn elliptisch tot breed spoelvormig, dunwandig, hyaliene, bijna glad, eenvoudig gesepteerd en variabel van grootte. Ze variëren van 22 tot 30 x 6–9 μm.

## Ecologie
De rozetkussentjeszwam komt vooral voor op dode maar nog vastzittende takken van verschillende wilgen, hazelnoten en vogelkers, maar ook op esdoorn, spar, esp, vlierbes en andere bomen. Hij leeft in vochtige bossen en struiken. Hij is ook gevonden in de buurt van veenmoerassen en wordt heel vaak aangetroffen op oude vruchtlichamen van de Hymenochaete tabacina. Jahn (1990) gaat ervan uit dat de soort specifiek voorkomt op hout dat al door witrot is afgebroken als zogenaamde opvolgerschimmel.

## Verspreiding
De rozetkussentjeszwam  heeft een brede, zij het fragmentarische, verspreiding over het noordelijk halfrond in Noord-Amerika en Europa. Hij is vrij algemeen in Scandinavië. In Midden-Europa komt hij echter slechts zelden voor. In Oostenrijk is hij alleen bekend van één locatie in de buurt van Graz en één in Karinthië. 
In Nederland komt de rozetkussentjeszwam vrij zeldzaam voor. Hij staat op de rode lijst in de categorie 'gevoelig'.